# Salaberga di Laon
Salaberga di Laon, o anche Sadalberga (Toul ?, ... – Laon, 655), fu una nobile franca dell'Alsazia che, dopo aver avuto cinque figli, di cui due diverranno santi, d'accordo con il marito si diede alla vita monastica; è venerata come santa dalla Chiesa cattolica.

## Biografia
Era la figlia di Gundoino, duca della contea d'Alsazia e sorella di san Leudino. Guarita della cecità ancora bambina da sant'Eustasio, andò sposa dapprima ad un uomo che morì due mesi dopo le nozze e successivamente ad un nobiluomo, Blandino, al quale diede cinque figli:
- Saretrude
- Ebana,
- Anstrude,
- Eustasio (morto infante),
- Baldovino.

Due di essi divennero santi, Anstrude e Baldovino. 
Dopo alcuni anni lei e Blandino decisero, di comune accordo, di separarsi per dedicarsi alla vita contemplative. Lui divenne eremita e lei entrò in convento a Poulangey.
Successivamente fondò il convento di San Giovanni Battista a Laon, del quale fu badessa.

## Culto
Venerata come santa, la sua Memoria liturgica cade il 22 settembre.